# Mamadou Koulibaly
Pour les articles homonymes, voir Koulibaly.
Ne doit pas être confondu avec Mamadou Coulibaly.
Mamadou Koulibaly, né le 21 avril 1957 à Azaguié-Gare, est un homme politique, économiste et enseignant-chercheur ivoirien. Il est le fondateur de Liberté et Démocratie pour la République (LIDER), parti politique libéral progressiste d'opposition parlementaire qu'il a créé en juillet 2011, prônant la démocratie et l'économie de marché.

## Biographie
Ayant obtenu son agrégation de sciences économiques en 1987 à l'université Aix-Marseille III (France) comme l'un des plus jeunes agrégés de son pays à l'âge de 30 ans, Mamadou Koulibaly enseigne dans plusieurs facultés à Abidjan (Faseg, Cires, École nationale supérieure de statistique et d'économie appliquée (Côte d'Ivoire), université de Cocody) ainsi qu’à l'université de Versailles et à l'université de Lille (France), avant d’administrer le réseau de recherches sur les politiques économiques du CODESRIA à Dakar.
Appelé comme ministre du Budget, puis de l’Économie et des Finances du gouvernement de transition en 2000, il parvient à organiser entièrement sur fonds propres ivoiriens le référendum constitutionnel et les élections présidentielles d’octobre 2000, alors que le pays était frappé par des sanctions internationales à la suite du coup d’État de décembre 1999.
Reconduit au poste de ministre de l’Économie et des Finances dans le premier gouvernement de la 2e République, dont il était le porte-parole, le Pr Mamadou Koulibaly est élu député de Koumassi (commune d'Abidjan) lors des législatives de décembre 2000, puis président de l’Assemblée nationale de Côte d’Ivoire en janvier 2001, fonction qu’il exercera pendant 11 ans.
Ancien président par intérim pour quelques mois du Front populaire ivoirien à l’issue de la crise post électorale, il choisit de fonder son propre parti, Liberté et Démocratie pour la République (LIDER).
Marié et père de trois enfants, il a repris depuis octobre 2012 ses enseignements en histoire de la pensée économique, économie monétaire et politique macroéconomique aux universités de Cocody, de Bouaké et de Daloa. Il possède à son actif plusieurs publications en matière économique et monétaire, notamment le concept du franc CFA flottant par rapport au franc français.
Mamadou Koulibaly, a été investi par son parti comme candidat à l'élection présidentielle d'octobre 2015 lors du 2e congrès ordinaire du LIDER le 8 novembre 2014. Dénonçant la fraude au niveau de l'organisation du scrutin et le traitement déséquilibré des candidats, il se retire finalement de la course avant le scrutin.
En janvier 2020, Mamadou Koulibaly et une cinquantaine d'intellectuels publient une déclaration demandant l'ouverture d'un débat «populaire et inclusif» sur la réforme du franc CFA en cours et rappelant que «la question de la monnaie est fondamentalement politique et que la réponse ne peut être principalement technique».
Le 14 septembre 2020, la candidature de Mamadou Koulibaly à l'élection présidentielle de 2020 est rejetée par le Conseil constitutionnel ivoirien.
En août 2021, Mamadou Koulibaly démissionne du poste de maire d'Azaguié. Il dénonce un prélèvement de l'État de 4 millions de francs CFA sur sa pension d'ancien président de l'Assemblée nationale.

### Ouvrages de Mamadou Koulibaly
- Le Libéralisme Nouveau départ Pour l'Afrique Noire, 1992, L'Harmattan  (ISBN 978-2-7384-0866-2).
- La pauvreté en Afrique de L'Ouest, 2003, Karthala  (ISBN 978-2-84586-012-4).
- La guerre de la France contre la Côte d'Ivoire, Mamadou Koulibaly, Antoine Ahua, Gary-K Busch, 2003, L'Harmattan  (ISBN 978-2-7475-5367-4).
- Sur la route de la liberté, 2004, L'Harmattan  (ISBN 978-2-7475-7347-4).
- Les servitudes du pacte colonial, 2005, CEDA/NEI  (ISBN 978-2-86394-516-2)/ (ISBN 978-2-84487-251-7).
- Leadership et développement africain, 2009, L'Harmattan  (ISBN 978-2-296-06201-6)
- Eurafrique et librafrique, 2009, L'Harmattan  (ISBN 978-2-296-07956-4)
- La souveraineté monétaire des pays africains, 2009, L'Harmattan  (ISBN 978-2-296-10518-8)
- Afrique, oser une nouvelle voie, Mamadou Koulibaly, Gisèle Dutheuil, 2009, L'Harmattan  (ISBN 978-2-296-10510-2)
- La responsabilité politique: le cas de la Côte d'Ivoire, 2011, L'Harmattan  (ISBN 978-2-296-54470-3)
- Régime parlementaire : catalyseur du développement en Afrique, 2012, L’Harmattan, avec Mamadou Gbongue, Eric Kouadio et Jean-Philippe Feldman  (ISBN 978-2-296-54470-3)
- Why German entrepreneurs should invest in Côte d’Ivoire: Opportunities and risks on investing in a post conflict environment, in Hartwig Fischer et Erich G. Fritz (dir), Witschaftspartner Afrika – Deutsche Erfahrungen und afrikanische Erwartungen, 2013, Athena Verlag, p. 113-120  (ISBN 978-3-89896-555-2)

### Ouvrages autour de Mamadou Koulibaly
- Assemblée nationale de Côte d'Ivoire, Naissance d'une Nation, 2005.
- Zéphirin Zah,  Sur les traces de Mamadou Koulibaly, 2007, Le Courrier d'Abidjan  (ISBN 9782916604008) (OCLC 230830755).
- Zéphirin Zah,  A l'école de Mamadou Koulibaly, 2007, Le Courrier d'Abidjan  (ISBN 2916604022).